# Saint-Hilaire-de-Court
Saint-Hilaire-de-Court é uma comuna francesa na região administrativa do Centro, no departamento Cher. Estende-se por uma área de 11,68 km². Em 2010 a comuna tinha 596 habitantes (densidade: 51 hab./km²).